# Eduardo Flores
Eduardo Flores (Ensenada, 21 aprile 1944 – 20 gennaio 2022) è stato un calciatore e allenatore di calcio argentino, di ruolo attaccante.
Era soprannominato El Bocha.
Nasce nei pressi di Río de la Plata. Trascorre gran parte della carriera calcistica con la casacca dell'Estudiantes, club con il quale è artefice di molti successi: nel 1967 vince il campionato argentino, segue una prima vittoria in Copa Libertadores nel 1968, quindi Flores si rende protagonista del successo nell'Interamericana dello stesso anno contro il Toluca segnando sia nella finale di ritorno, persa 2-1, sia nello spareggio vinto 3-0 che assegna la coppa agli argentini. Non è convocato per l'Intercontinentale 1968 vinta col Manchester Utd. Il 15 maggio 1969, l'attaccante firma l'unico gol nella finale d'andata di Libertadores contro il Nacional, andando a rete anche nella sfida di ritorno, vinta 2-0: con questi successi, l'Estudiantes ottiene la sua seconda vittoria di fila nella competizione internazionale. Nell'ottobre seguente, gioca e perde l'Intercontinentale del 1969. Nel 1970 vince la sua terza Libertadores consecutiva, perdendo nuovamente in Coppa Intercontinentale. Nel 1971 si trasferisce in Francia, dove chiude la carriera qualche anno dopo.

## Palmarès

### Club

#### Competizioni nazionali
- Campionato argentino: 1

Estudiantes: Metropolitano 1967

#### Competizioni internazionali
- Coppa Libertadores: 3

Estudiantes: 1968, 1969, 1970
- Coppa Interamericana: 1

Estudiantes: 1968